# آمی
آمی (به انگلیسی: Aumi) یک منطقهٔ مسکونی در ایالات متحده آمریکا است که در ساموآی آمریکا واقع شده‌است. آمی ۲٫۳۲ کیلومتر مربع مساحت و ۲۴۹ نفر جمعیت دارد و ۶ متر بالاتر از سطح دریا واقع شده‌است.